# Sabayon Linux
(Slogan della distribuzione.)
Sabayon Linux era una distribuzione GNU/Linux italiana, creata da Fabio Erculiani e basata su Gentoo, prodotta in Trentino-Alto Adige e precedentemente conosciuta con il nome di RR4. Da novembre 2020 le versioni di Sabayon Linux sono realizzate in collaborazione con Funtoo, acquisendo il nome di MocaccinoOS.
Sabayon segue la filosofia OOTB (Out of the Box), cercando quindi di mettere in mano all'utente fin dall'ambiente live un vasto numero di applicativi ed un sistema operativo configurato automaticamente. Il nome Sabayon deriva dal dessert italiano zabaione.
Come Gentoo segue la filosofia del pacchetto binario: ogni applicazione viene scaricata in file binario e successivamente compilata dal PC; se da una parte questo aumenta il tempo di installazione nelle macchine poco potenti, dall'altro si traduce in una successiva ottimizzazione del sistema (andando a compilare unicamente i sorgenti necessari alla macchina presa in esame).

## Caratteristiche principali
Sabayon è progettata per offrire ambienti di lavoro sia live che installabili estremamente semplici da utilizzare e dal design accattivante, un ottimo riconoscimento dell'hardware ed un vasto parco software installato (in linea con la filosofia "out of the box", che vuole che tutto sia pronto ed immediatamente pronto per l'uso) ed installabile, aggiornato con costanza. Sono supportate le architetture x86 ed X86-64.
Fanno eccezione le versioni base, che escono senza alcun supporto grafico e sono indirizzate agli esperti del mondo Linux. La filosofia di questo sistema è quella di offrire una base estremamente leggera e veloce all'utente esperto per lasciarlo poi gestire autonomamente il completamento e la configurazione del sistema.

### Versioni
Originariamente, a partire dalla versione 4.1 alla versione 5.4, sabayon era pubblicata in due edizioni separate basate, rispettivamente sugli ambienti grafici GNOME e KDE. Nelle versioni precedenti entrambi gli ambienti erano preinstallati all'interno del DVD. Sia le versioni GNOME che KDE sono corredate anche dall'ambiente ultraleggero Fluxbox. A queste si aggiungeva la versione "CoreCD", sprovvista di ambiente grafico.
Con l'introduzione e lo sviluppo di un metatool per la creazione delle immagini CD/DVD della distribuzione nominato Molecule, è stato possibile rendere Sabayon la prima distribuzione a fornire delle immagini aggiornate giornalmente dette DAILY, disponibili solo ai tester ma che vengono settimanalmente rese pubbliche sui vari mirror che ospitano i rilasci.

I rilasci ufficiali di versioni stabili altro non sono che snapshot delle versioni DAILY che ricevono un testing approfondito. L'adozione di questo particolare ciclo di rilascio ha portato a rinominare le varie versioni della distribuzione.
Allo stato attuale, le versioni disponibili sono:
| Nome                      | Ambiente grafico | Disponibilità                   |
| ------------------------- | ---------------- | ------------------------------- |
| CoreCD                    | Nessuno          | Non più sviluppata              |
| CoreCDX                   | Fluxbox          | DAILY e Ufficiale               |
| E17                       | Enlightenment    | DAILY e Ufficiale (con ritardo) |
| G                         | GNOME            | DAILY e Ufficiale               |
| K                         | KDE              | DAILY e Ufficiale               |
| LXDE                      | LXDE             | DAILY e Ufficiale               |
| XFCE                      | XFCE             | DAILY e Ufficiale               |
| SpinBase                  | Nessuno          | DAILY e Ufficiale               |
| SpinBase OpenVZ Templates | Nessuno          | DAILY e Ufficiale               |

Tuttora lo sviluppo procede come rolling release e le immagini ISO scaricabili del sistema vengono pubblicate a scadenza bimestrale, numerate con anno e mese del rilascio (13.04, 13.06, etc.), simile alla numerazione dei rilasci di Ubuntu. Installando una versione precedente sarà comunque possibile aggiornare l'intero sistema (kernel compreso) all'ultima versione disponibile.

### Riconoscimento hardware
Sabayon incorpora sia i driver proprietari Nvidia che ATI che vengono selezionati di default fin dalla versione live se viene rilevato hardware compatibile. Diversamente, sia per schede di differenti produttori che per schede grafiche non supportate ufficialmente da nVidia ed ATI, vengono selezionati driver opensource. Questa caratteristica consente di avere un compositor funzionante su tutto l'hardware supportante accelerazione 3D in Linux prima ancora di installare il sistema operativo sul sistema.
È automatica anche la configurazione di schede di rete, wireless e webcam. Le stampanti sono rilevate automaticamente ma richiedono di essere manualmente installate tramite l'interfaccia web di CUPS.

### Gestione pacchetti
Sabayon si differenzia dalla maggior parte delle altre distribuzioni Linux per il sistema di gestione dei pacchetti. Infatti essa utilizza ben due gestori: il primo, Portage, ereditato da Gentoo, ed un secondo, Entropy, appositamente sviluppato per Sabayon Linux. Mentre Portage si basa sullo scaricamento e compilazione su macchina del sorgente dell'applicazione, Entropy gestisce direttamente pacchetti binari.

La gestione dei pacchetti in Entropy avviene tramite equo da riga di comando, mentre in ambiente desktop abbiamo Rigo, che dalla versione 9.0 ha preso il posto del vecchio "gestore grafico": Sulfur.
Fra le caratteristiche di Entropy va ricordata la possibilità di creare contenuto generato dagli utenti allegato ai pacchetti, votando e allegando immagini e files.
I due sistemi sono interoperabili: le modifiche effettuate da Entropy sul sistema sono reversibili utilizzando Portage e viceversa. L'adozione di un doppio sistema di package management ha due scopi principali: da una parte consente agli utenti esperti di sfruttare tutta la flessibilità del sistema Gentoo, dall'altra consente ad utenti inesperti di avere un sistema veloce ed affidabile per gestire le proprie applicazioni e gli aggiornamenti.

### Applicazioni
Il sistema operativo viene distribuito su DVD ed è conseguentemente più dotato di applicazioni preinstallate rispetto alle distribuzioni diffuse via CD. La suite di applicazioni comprese varia in maniera sensibile a seconda che si scelga la versione Gnome o KDE. Spicca la presenza del media center XBMC, avviabile anche direttamente come ambiente operativo senza il caricamento dell'ambiente desktop normale. La tabella seguente riassume, in maniera non esaustiva, il software incluso nelle versioni Gnome e KDE.
| Tipologia di Programma                               | Versione Gnome | Versione KDE                     |
| ---------------------------------------------------- | -------------- | -------------------------------- |
| Client BitTorrent                                    | Transmission   | –                                |
| Client E-mail                                        | Evolution      | KMail                            |
| Client IRC                                           | XChat          | Konversation                     |
| Compositing window manager                           | Mutter         | KWin                             |
| Drop down terminal                                   | Guake          | Yakuake                          |
| Editor di testi                                      | gedit          | KWrite                           |
| Fotoritocco                                          | GIMP           | –                                |
| Gestore Archivi                                      | File Roller    | Ark                              |
| Gestore Fotografie                                   | Shotwell       | Gwenview                         |
| Browser                                              | Chromium       | Chromium                         |
| Masterizzazione                                      | Brasero        | K3b                              |
| Media Center                                         | Kodi           | Kodi                             |
| Lettore multimediale                                 | Totem          | Dragon Player e VLC media player |
| Messaggistica                                        | Empathy        | Kopete                           |
| Network Manager                                      | NM Applet      | KNetworkManager                  |
| Player Musicale                                      | Exaile         | Amarok                           |
| Software di produttività personale                   | LibreOffice    | LibreOffice                      |
| Terminale virtuale                                   | GNOME Terminal | Konsole                          |
| Videogioco 3D                                        | World of Goo   | World of Goo                     |
| Visualizzatore di documenti Portable Document Format | Evince         | Okular                           |

A questi software si aggiungono i numerosi presenti nel repository di Entropy e nel tree di Portage. Fra i più interessanti Adobe Reader, aMSN, Celestia, Eclipse, Google Earth, Inkscape, Kdenlive, Mozilla Firefox, Mozilla Sunbird, Mozilla Thunderbird, Nero Burning ROM, Opera, Picasa, Skype, VirtualBox, Vuze, Wireshark. A questi si aggiunge una consistente quantità di giochi, liberi e non, fra cui Doom 3, Nexuiz, Quake, Quake 2, Quake 3, Quake 4, Cube 2: Sauerbraten, The Battle for Wesnoth, Unreal, Unreal Tournament, Warsow e Warzone 2100.

### Installazione
L'installer è stato sviluppato in Anaconda, derivandolo da quelli di Red Hat e Fedora. Esso è progettato per essere comprensibile a qualunque utente di GNU/Linux, anche al più acerbo, la parte di installazione che richiede più cura è quella riguardante la scelta delle partizioni. L'installazione può richiedere più o meno tempo a seconda della velocità del drive ottico e del computer; in media circa 20 minuti.
L'installazione può essere eseguita sia dopo aver avviato il sistema operativo cliccando sull'apposita icona presente sul desktop, in modalità Live e sia (dalla 3.2 in poi) selezionando l'opzione all'avvio disco tra un'installazione GUI o command-line.
Se non si ha un lettore DVD, è possibile utilizzare il tool UNetbootin per creare una pen drive USB bootabile. L'installazione e l'esecuzione della versione live da un simile sistema è anche consistentemente più rapida rispetto al DVD.

### Sicurezza e stabilità
Sabayon eredita i pregi ed i difetti, in tema di sicurezza e stabilità del sistema, dell'architettura Linux. Esso risulta quindi estremamente resistente a programmi dannosi come virus, adware, spyware o malware. L'architettura di un sistema operativo Linux lascia, infatti, poca o nessuna libertà d'azione ad un programma nocivo. Anche se un programma nocivo sfruttasse una falla, l'architettura del sistema operativo ne impedirebbe l'utilizzo, almeno nella stragrande maggioranza dei casi, e il danno rimarrebbe circoscritto nell'home directory dell'utente che ha causato il danno.

Sabayon prevede la creazione, accanto all'account dell'utente root, di almeno un altro account "ordinario" (senza cioè i poteri di amministratore).
Questo riduce la pericolosità dei programmi installati.

Scegliendo applicazioni dal repository ufficiale è difficile trovare applicazioni malware, dato che l'eventuale codice nocivo verrebbe notato e subito eliminato.

## Requisiti di Sistema

### Architetture supportate
Sabayon supporta solo l'architettura x86-64 bit AMD64 o EM64T.

### Requisiti raccomandati per Sabayon 5.2 Gnome e KDE
- Processore Dual Core (Intel Core 2 Duo o superiore, AMD Athlon 64 X2 o superiore)
- 1024MB RAM
- 15 GB di spazio libero su disco
- Una scheda grafica con accelerazione 3D supportata da X.Org (Intel, AMD, NVIDIA)
- Un lettore DVD